# Sudkův Důl
Sudkův Důl (německy Sudekgruben) je malá vesnice, část obce Obrataň v okrese Pelhřimov v Kraji Vysočina. Nachází se asi dva kilometry jihozápadně od Obrataně. Sudkův Důl je také název katastrálního území o rozloze 3,12 km².

## Historie
První písemná zmínka o vesnici pochází z roku 1408.

## Obyvatelstvo
| Rok            | 1869 | 1880 | 1890 | 1900 | 1910 | 1921 | 1930 | 1950 | 1961 | 1970 | 1980 | 1991 | 2001 | 2011 | 2021 |
| -------------- | ---- | ---- | ---- | ---- | ---- | ---- | ---- | ---- | ---- | ---- | ---- | ---- | ---- | ---- | ---- |
| Počet obyvatel | 160  | 172  | 160  | 153  | 146  | 150  | 139  | 75   | 67   | 54   | 42   | 27   | 18   | 24   | 32   |
| Počet domů     | 17   | 17   | 17   | 17   | 17   | 19   | 21   | 21   | 20   | 18   | 15   | 17   | 18   | 22   | 22   |

## Obecní správa
Při sčítání lidu v letech 1850–1920 Sudkův Důl byl osadou obce Vintířov v okrese Pelhřimov. V letech 1921–1975 byl samostatnou obcí, se kterým patřil nejprve do okresu Pelhřimov, ale v roce 1950 v okrese Pacov a od roku 1960 opět v okrese Pelhřimov. Od 1. ledna 1976 je částí obce Obrataň v okrese Pelhřimov.

## Pamětihodnosti
- Gotická tvrz Sudkův Důl z 15. století chráněná jako kulturní památka[8][9]
- Sýpka u čp. 9[10]